# قرار مجلس الأمن التابع للأمم المتحدة رقم 977
قرار مجلس الأمن التابع للأمم المتحدة رقم 977، الذي تم تبنيه بالإجماع في 22 شباط / فبراير 1995، بعد التذكير بالقرار 955 (1994) الذي سيحدد فيه المجلس مقر المحكمة الجنائية الدولية لرواندا وإشارة إلى تقرير الأمين العام بطرس بطرس غالي، قرر المجلس أن يكون مقرها في أروشا، تنزانيا.
ووفقًا لتقرير الأمين العام، فإن القرار يمثل إيذانًا بالمرحلة الثانية من عملية إنشاء المحكمة الجنائية الدولية لرواندا، والتي ستسمح الآن ببدء عملية اختيار قضاة المحاكمة الستة. وقال ممثل رواندا في المجلس مانزي باكوراموتسا إنه في حين أن حكومته لا تدعم قرار تخصيص المقعد خارج رواندا، فإنها ستظل تتعاون مع مجلس الأمن.

## روابط خارجية
- نص القرار في undocs.org